# Выкуши
Выкуши — деревня в России, расположена в Касимовском районе Рязанской области. Входит в состав Дмитриевского сельского поселения.

## Географическое положение
Деревня Выкуши расположена примерно в 23 км к северо-востоку от центра города Касимова на правом берегу реки Ксегжа. Ближайшие населённые пункты — деревня Мильна к северу, деревня Балобаново к югу, деревни  Малый Мутор и Выропаево к западу.

## История
Деревня Выкуша впервые упоминается в XIX веке.
В 1905 году деревня относилась к Дмитриевской волости Касимовского уезда и имела 57 дворов при численности населения 422 чел.

## Население
| 1859 | 1906 | 2010 |
| ---- | ---- | ---- |
| 120  | ↗422 | ↘36  |

## Транспорт и связь
Деревня расположена рядом с автомобильной трассой Р125 Нижний Новгород — Ряжск и имеет регулярное автобусное сообщение с районным центром.
В деревне Выкуши имеется одноимённое отделение почтовой связи (индекс 391358).